# العلاقات البوتسوانية السريلانكية
العلاقات البوتسوانية السريلانكية هي العلاقات الثنائية التي تجمع بين بوتسوانا وسريلانكا.

## مقارنة بين البلدين
هذه مقارنة عامة ومرجعية للدولتين:
| وجه المقارنة                                              | بوتسوانا                       | سريلانكا                         |
| --------------------------------------------------------- | ------------------------------ | -------------------------------- |
| المساحة (كم2)                                             | 581.74 ألف                     | 65.61 ألف                        |
| عدد السكان (نسمة)                                         | 2.29 مليون                     | 21.44 مليون                      |
| الكثافة السكانية (ن./كم²)                                 | 3.94                           | 326.78                           |
| العاصمة                                                   | غابورون                        | سري جاياواردنابورا كوتي، كولمبو  |
| اللغة الرسمية                                             | لغة إنجليزية                   | اللغة السنهالية، اللغة التاميلية |
| العملة                                                    | بولا بوتسواني                  | روبية سريلانكي                   |
| الناتج المحلي الإجمالي (بليون دولار)                      | 17.41 مليار                    | 87.17 مليار                      |
| الناتج المحلي الإجمالي (تعادل القوة الشرائية) بليون دولار | 35.84 مليار                    | 246.62 مليار                     |
| الناتج المحلي الإجمالي الاسمي للفرد دولار أمريكي          | 6.36 ألف                       | 3.93 ألف                         |
| الناتج المحلي الإجمالي للفرد دولار أمريكي                 | 16.10 ألف                      | 11.11 ألف                        |
| مؤشر التنمية البشرية                                      | 0.698                          | 0.757                            |
| رمز المكالمات الدولي                                      | +267                           | +94                              |
| رمز الإنترنت                                              | .bw                            | .lk،                             |
| المنطقة الزمنية                                           | ت ع م+02:00، توقيت وسط إفريقيا | ت ع م+05:30                      |

## منظمات دولية مشتركة
يشترك البلدان في عضوية مجموعة من المنظمات الدولية، منها:
| علم المنظمة | اسم المنظمة                               | تاريخ انضمام بوتسوانا | تاريخ انضمام سريلانكا |
| ----------- | ----------------------------------------- | --------------------- | --------------------- |
|             | مؤسسة التنمية الدولية                     | 24 يوليو 1968         | 27 يونيو 1961         |
|             | يونسكو                                    | 16 يناير 1980         | 14 نوفمبر 1949        |
|             | وكالة ضمان الاستثمار متعدد الأطراف        | 15 مايو 1990          | 27 مايو 1988          |
|             | الأمم المتحدة                             | 17 أكتوبر 1966        | 14 ديسمبر 1955        |
|             | دول الكومنولث                             | ?                     | 1948                  |
|             | الاتحاد البريدي العالمي                   | ?                     | ?                     |
|             | البنك الدولي للإنشاء والتعمير             | 24 يوليو 1968         | 29 أغسطس 1950         |
|             | الاتحاد الدولي للاتصالات                  | 2 أبريل 1968          | 1897                  |
|             | منظمة حظر الأسلحة الكيميائية              | ?                     | ?                     |
|             | مؤسسة التمويل الدولية                     | 23 مارس 1979          | 20 يوليو 1956         |
|             | المركز الدولي لتسوية المنازعات الاستشارية | 14 فبراير 1970        | 11 نوفمبر 1967        |
|             | منظمة التجارة العالمية                    | ?                     | ?                     |
|             | منظمة الشرطة الجنائية الدولية             | ?                     | ?                     |

## وصلات خارجية
- موقع وزارة الخارجية البوتسوانية
- موقع وزارة الخارجية السريلانكية